# Johannes Haw

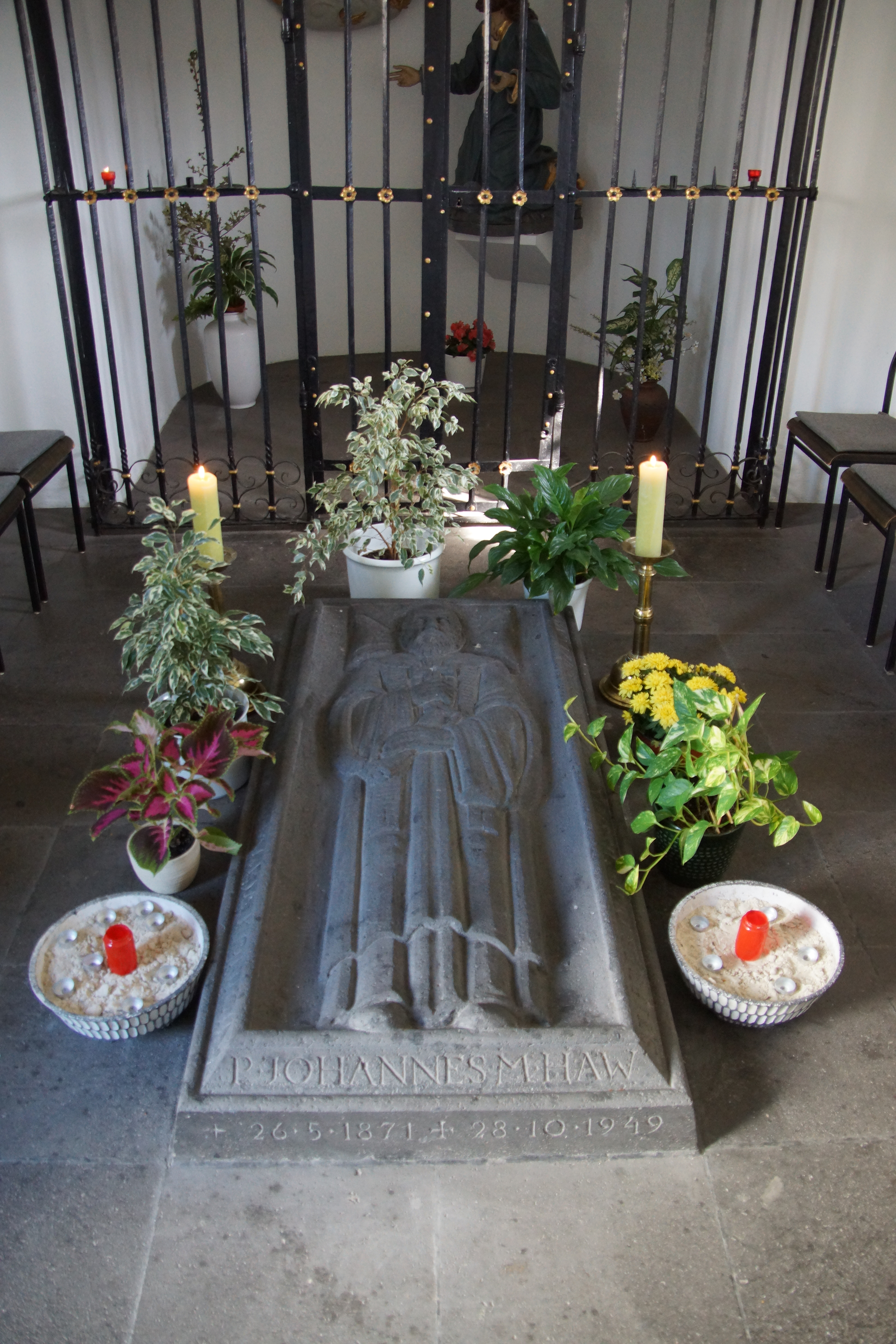
Graf van Johannes Haw in de kapel van Leutesdorf

Johannes Maria Haw (Schweich, 26 mei 1871 - Leutesdorf, 28 oktober 1949) was een Duitse rooms-katholieke priester en een belangrijk voorman van de anti-alcoholbeweging in Duitsland. Hij stichtte de Johannesbund in Leutesdorf en de religieuze gemeenschappen van de Johanneszusters van Maria Koningin (Ordensgemeinschaft der Johannesschwestern von Maria Königin) en de Missionarissen van Johannes de Doper (Gemeinschaft der Missionare vom Hl. Johannes dem Täufer).

## Biografie
Johannes Haw studeerde theologie aan het priesterseminarie in Trier en kreeg op 30 maart 1895 in de dom van Trier door bisschop Michael Felix Korum zijn priesterwijding. Hij was kapelaan in de Onze-Lieve-Vrouweparochie te Koblenz, hulppriester in het Saarlandse Holz en later pastoor in Wintersdorf aan de Sûre.
In Holz ervoer Haw onder mijnwerkers de gevolgen van alcoholverslaving voor families. Deze indrukken bepaalden zijn verdere levensloop. Haw werd een van de leidende figuren van de Duitse matigingsbeweging. De bisschop benoemde hem tot bisdomafgevaardigde van de beweging in Trier. Kort later werd Johannes Haw de leider van de beweging voor heel Duitsland.
In 1912 vertrok Haw naar Leutesdorf aan de Rijn en verwierf daar een huis voor groepen alcoholverslaafden. Hij maakte zich los van de reguliere anti-alcoholbeweging en stichtte de Johannesbund op 15 oktober 1919, een vereniging waarin het geloof bij de bestrijding van verslaving een belangrijkere rol kreeg toebedeeld. Van daaruit ontsproten zich twee ordegemeenschappen: de Ordegemeenschap van de Johanneszusters van Maria Koningin en de Gemeenschap van de Missionarissen van de heilige Johannes de Doper. Beide gemeenschappen zetelen in Leutesdorf. Leden van de gemeenschappen wonen en leven ook in Portugal, Mozambique en India.
Haw stierf in Leutesdorf in 1949, waar hij werd begraven in de Olijfbergkapel (Ölbergkapelle) aan de Hauptstraße tegenover de bedevaartskerk van het Heilig Kruis (Wallfahrtskirche Heiligkreuz).
Het proces van zaligspreking van deze priester is reeds ingezet.